# زنجیره گویشی
زنجیره‌یِ گویشی، پیوستار گویشی (به انگلیسی: Dialect continuum or Dialect chain) یا ناحیهٔ گویشی به مجموعه‌ای از گویشها با ویژگی‌ای معین گفته می‌شود که نخستین بار لئونارد بلومفیلد، زبان‌شناس معروف آن را تعریف نمود. اگر مجموعه‌ای از گویش‌ها که در یک ناحیهٔ جغرافیایی خاص وجود دارند را از سمتِ شرقِ آن ناحیه به سمتِ غرب به ترتیب «آ»، «ب»، «پ» و… «ه» و «ی» بدانیم، آن‌گاه برایِ اینکه این مجموعه از گویش‌ها، یک زنجیرهٔ گویشی را شکل دهند، باید این ویژگی را داشته باشند: تفاوتِ بینِ هر دو گویشی که در شهرها یا منطقه‌های مجاور و همسایه وجود دارد باید بسیار اندک باشد، اما زمانی که دو سرِ این طیف را در نظر می‌گیریم یعنی وقتی گویشِ «آ» در شرقِ این ناحیه را با گویشِ «ی» در غربِ ناحیه مقایسه می‌کنیم، تفاوتِ بینِ این دو گویش آن‌چنان زیاد شده‌است که دیگر گویش‌ورانِ این دو منطقه، قادر به تشخیصِ گویشِ طرفِ مقابل نیستند.
نام‌های دیگر: پیوستار زبانی، طیف گویشی.